# اس‌اس لونگانا

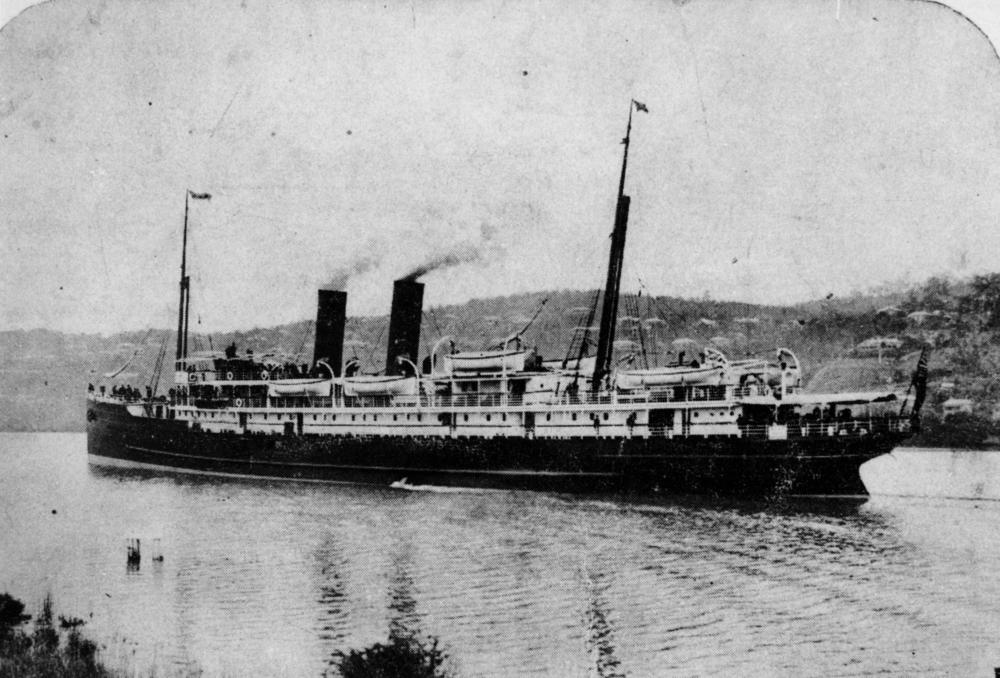
اس‌اس لونگانا

اس‌اس لونگانا (به انگلیسی: SS Loongana) یک کشتی است که طول آن ۳۰۰ فوت (۹۱ متر) می‌باشد.